# Horizonty (knižní série)
Horizonty (ve francouzském originále Découvertes Gallimard, doslovně „Objevy Gallimard“) je knižní série vytvořená v nakladatelství Gallimard. Bohatě ilustrovaná série se zaměřuje na archeologii, historii, kulturu, náboženství, umění, vědu od starověku až po moderní období.
Série je založena na myšlence Pierra Marchanda. První svazek je o starověkém Egyptě a byl vydán 21. listopadu 1986, různé svazky této série knih byly přeloženy do více než 20 jazyků. V současné době je publikováno více než 700 knih, napsaných více než 500 autory (2017). V Česku vyšly knihy v nakladatelství Slovart.